# San Lorenzo Isontino
San Lorenzo Isontino (in Furlanisch San Lurinç Lisuntin bzw. San Lirunz; früher: San Lorenzo di Mossa) ist eine nordostitalienische Gemeinde (comune) mit 1485 Einwohnern (Stand 31. Dezember 2023) in der Region Friaul-Julisch Venetien. Die Gemeinde liegt etwa 7,5 Kilometer westsüdwestlich von Gorizia und gehört zur Comunità Montana del Torre, Natisone e Collio. Bis 1955 war San Lorenzo Isontino Teil der Nachbargemeinde Capriva del Friuli.

## Gemeindepartnerschaften
- Pottendorf, Niederösterreich (seit 1988)

## Verkehr
Durch die Gemeinde führt die frühere Strada Statale 56 di Gorizia (heute eine Regionalstraße) von Udine nach Gorizia.